# Henry Lee III
 (novembre 2018).
Si vous disposez d'ouvrages ou d'articles de référence ou si vous connaissez des sites web de qualité traitant du thème abordé ici, merci de compléter l'article en donnant les références utiles à sa vérifiabilité et en les liant à la section « Notes et références ».
Henry Lee III, né le 29 janvier 1756 à Dumfries et mort le 25 mars 1818 à Cumberland, est un patriote américain. Il fut le neuvième gouverneur de l’État de Virginie, qu’il représenta à la Chambre des représentants des États-Unis.
Pendant la guerre d'indépendance des États-Unis, il servit dans l’armée continentale comme officier de cavalerie et les services qu’il rendit lui valurent le nom de « Light-Horse Harry », mais il est surtout connu de nos jours pour être le père de Robert Lee, général en chef de l’armée des États confédérés.